# Rezolucija Vijeća sigurnosti UN-a 1058
Rezolucijom Vijeća sigurnosti UN-a 1058, usvojenom 30. svibnja 1996., nakon podsjećanja na prethodne rezolucije uključujući rezolucije 1027 (1995.) i 1046 (1996.), Vijeće je produžilo mandat Snaga Ujedinjenih naroda za preventivno raspoređivanje (UNPREDEP) u Makedoniji do 30. studenog 1996.
Misija UNPREDEP odigrala je važnu ulogu u održavanju mira i stabilnosti u Makedoniji, a sigurnosna situacija se poboljšala. Dana 8. travnja 1996. Makedonija i Savezna Republika Jugoslavija (Srbija i Crna Gora) potpisale su sporazum i obje su sada pozvane definirati svoju zajedničku granicu.
Sve države članice pozvane su da pozitivno razmotre zahtjeve glavnog tajnika za pružanje pomoći UNPREDEP-u, tražeći od glavnog tajnika da do 30. rujna 1996. izvijesti o situaciji u zemlji i snazi i mandatu UNPREDEP-a.
Rezolucija 1058 usvojena je s 14 glasova za, niti jednim protiv, uz jedan suzdržani glas Rusije.

## Vanjske poveznice
| Wikizvor | Engleski Wikizvor ima izvorni tekst na temu: United Nations Security Council Resolution 1058 |

- Text of the Resolution at undocs.org